# Кирилівська церква (монета)
«Кири́лівська це́рква» — пам'ятна монета номіналом 5 гривень, випущена Національним банком України, присвячена відомій архітектурно-історичній пам'ятці ХІІ століття — Кирилівській церкві в місті Києві, у якій у 1194 році було поховано київського князя Святослава Всеволодовича — героя давньоруської поеми «Слово о полку Ігоревім».
Монету введено в обіг 8 листопада 2006 року. Вона належить до серії «Пам'ятки архітектури України».

## Опис монети та характеристики
| Номінал грн. | Метал      | Маса, г | Діаметр, мм | Якість виготовлення       | Гурт     | Тираж, штук |
| ------------ | ---------- | ------- | ----------- | ------------------------- | -------- | ----------- |
| 5            | нейзильбер | 16,54   | 35,0        | спеціальний анциркулейтед | рифлений | 45 000      |

### Аверс
На аверсі монет зображено композицію М. Врубеля «Ангели з лабарами» з розписів Кирилівської церкви, угорі півколом розміщено напис «НАЦІОНАЛЬНИЙ БАНК УКРАЇНИ», під ним рік карбування монети — «2006», малий Державний Герб України, унизу номінал — «5/ГРИВЕНЬ», та логотип Монетного двору Національного банку України.

### Реверс

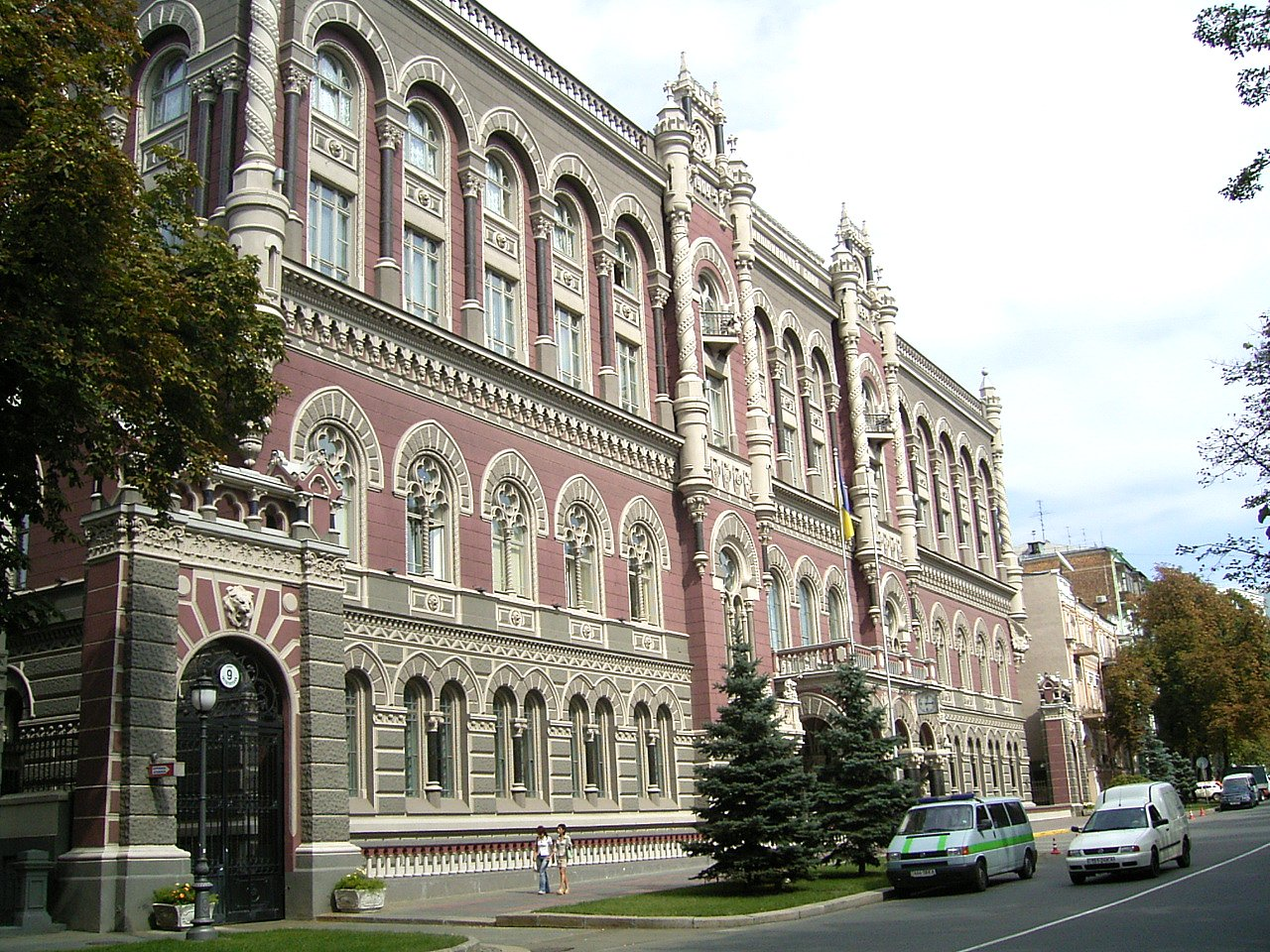
Будівля Національного банку України

На реверсі монети зображено Кирилівську церкву та розміщено написи: «КИРИЛІВСЬКА ЦЕРКВА ХІІ СТ.» (угорі півколом), «КИЇВ» (унизу).

## Автори
- Художник — Кочубей Микола.
- Скульптор — Атаманчук Володимир.

## Вартість монети
Ціна монети — 20 гривень була вказана на сайті Національного банку України в 2012 році.
Фактична приблизна вартість монети з роками змінювалася так:
| Рік        | 2010 | 2011 | 2012 | 2013 | 2014 | 2015 | 2016 | 2017 | 2018 | 2019 | 2020 | 2021 | 2022 | 2023 | 2024 | 2025 |
| ---------- | ---- | ---- | ---- | ---- | ---- | ---- | ---- | ---- | ---- | ---- | ---- | ---- | ---- | ---- | ---- | ---- |
| Ціна, грн. | 25   | 25   | 30   | 40   | 50   | 61   | 85   | 100  | 110  | 110  | 115  | 115  | 125  | 220  | 270  | 290  |